# Nikotinový acetylcholinový receptor

Acetylcholin, přirozený ligand tohoto typu receptoru

Nikotin, který se váže na tento receptor podobně jako acetylcholin

Nikotinový acetylcholinový receptor (NAChR) je ligandem ovládaný iontový kanál ve formě pentameru lokalizovaný na postsynaptické membráně. Jeho endogenním agonistou je acetylcholin, exogenním pak nikotin. Vazba acetylcholinu vyvolá otevření kanálu a tok kationtů skrze kanál, což způsobí depolarizaci postsynaptické membrány. Reverzibilním blokátorem tohoto receptoru je šípový jed kurare, ireverzibilními blokátory jsou např. α-bungarotoxin (v jedu korálovcovitých hadů rodu Bungarus) a najatoxin (v jedu hadů rodu Naja – kobra).
Existují dva hlavní typy těchto receptorů, lišící se svými podjednotkami – nervový typ NN ve vegetativních gangliích, a svalový typ NM na nervosvalové ploténce. V CNS existují dvě hlavní varianty (dle obsažených podjednotek): α4beta2 a α7, přičemž antagonistou: je α-bungarotoxin (hadí jed). Nikotin desenzitizuje a inaktivuje NAChR, ale na rozdíl od acetylcholinu není hydrolyzován.

## Struktura a funkce
Svalový typ nikotinového acetylcholinového receptoru NM byl jedním z prvních studovaných ionotropních receptorů pro neurotransmitery. Poprvé byl izolován z elektrického orgánu parejnoka kalifornského (Torpedo californica). Je to pentamerní protein s podjednotkami 2α, β, γ, δ. Tyto podjednotky jsou navzájem homologické ze 35 až 40 %.[zdroj?]
K otevření kanálu dochází po navázání dvou molekul acetylcholinu do míst na rozhraní αδ a αγ podjednotek. Kanál je otevřen po dobu asi jedné milisekundy, po kterou dochází k průtoku kationtů Na+, méně K+ a Ca2+. Centrální pór kanálu tvoří pět homologních M2 α helixů, každý z jedné podjednotky. Každá podjednotka má čtyři transmembránové domény (M1-M4) a C i N extracelulární konce Kationty tudy tečou, aniž by byly zbaveny svého obalu z molekul vody.